# Santiago Ezquerro
Santiago Ezquerro Marín (Calahorra, 14 dicembre 1976) è un ex calciatore spagnolo, di ruolo attaccante.

## Carriera

### Club

Ezquerro (a sinistra) all'Athletic Bilbao nel 1998, alle prese con lo juventino Montero

Inizia a giocare a calcio nelle giovanili dell'Osasuna fino al 1994, quando viene promosso in prima squadra. Dopo due stagioni passa all'Atlético Madrid, dove viene relegato nella squadra B e, in due anni, gioca 8 partite (segnando 1 gol) in prima squadra. Si trasferisce quindi al Mallorca, dove in un anno colleziona 14 presenze e 6 reti.
Pur non essendo basco di nascita, il fatto di aver iniziato a giocare nelle giovanili di una squadra basca (l'Osasuna) fa in modo che possa essere ingaggiato dall'Athletic Bilbao che lo tessera nel 1998. Qui diviene titolare e rimane per sette anni, collezionando 222 presenze nella Liga e segnando 47 gol.
Nell'estate 2005 viene acquistato dal Barcellona, dove non riesce a imporsi titolare anche perché deve vincere la concorrenza di altri attaccanti come Samuel Eto'o e Javier Saviola. Con la squadra catalana conquista una serie di trofei fra cui la UEFA Champions League 2005-2006.

### Nazionale
Ha giocato una sola partita in nazionale, un'amichevole contro il Cipro il 5 settembre 1998.

## Statistiche

### Cronologia presenze e reti in nazionale
| Cronologia completa delle presenze e delle reti in nazionale ― Spagna | Cronologia completa delle presenze e delle reti in nazionale ― Spagna | Cronologia completa delle presenze e delle reti in nazionale ― Spagna | Cronologia completa delle presenze e delle reti in nazionale ― Spagna | Cronologia completa delle presenze e delle reti in nazionale ― Spagna | Cronologia completa delle presenze e delle reti in nazionale ― Spagna | Cronologia completa delle presenze e delle reti in nazionale ― Spagna | Cronologia completa delle presenze e delle reti in nazionale ― Spagna |
| Data                                                                  | Città                                                                 | In casa                                                               | Risultato                                                             | Ospiti                                                                | Competizione                                                          | Reti                                                                  | Note                                                                  |
| --------------------------------------------------------------------- | --------------------------------------------------------------------- | --------------------------------------------------------------------- | --------------------------------------------------------------------- | --------------------------------------------------------------------- | --------------------------------------------------------------------- | --------------------------------------------------------------------- | --------------------------------------------------------------------- |
| 5-9-1998                                                              | Limassol                                                              | Cipro                                                                 | 3 – 2                                                                 | Spagna                                                                | Qual. Euro 2000                                                       | -                                                                     | 60’                                                                   |
| Totale                                                                |                                                                       | Presenze                                                              | 1                                                                     |                                                                       | Reti                                                                  | 0                                                                     |                                                                       |

## Palmarès

### Club

#### Competizioni nazionali
- Campionato spagnolo: 1

Barcellona: 2005-2006
- Supercoppa di Spagna: 2

Barcellona: 2005, 2006
- Copa Catalunya: 2

Barcellona: 2004-2005, 2006-2007

#### Competizioni internazionali
- UEFA Champions League: 1

Barcellona: 2005-2006